# Alexander Morgan
Alexander Morgan (* 18. Juli 1994 in Melbourne) ist ein australischer Radrennfahrer, der auf Bahn und Straße  aktiv ist.
2011 errang Alexander Morgan drei Titel: Auf der Bahn wurde er bei den Junioren-Bahnweltmeisterschaften in Moskau Weltmeister in der Mannschaftsverfolgung, gemeinsam mit Jack Cummings, Alexander Edmondson und Jackson Law. Auf nationaler Eben wurde er ebenfalls Meister in der Mannschaftsverfolgung sowie im Einzelzeitfahren auf der Straße. Im Jahr darauf wurde er ein zweites Mal Junioren-Weltmeister im ILT Velodrome im neuseeländischen Invercargill in der Mannschaftsverfolgung, mit Cummings, Evan Hull und Zachary Shaw und errang erneut zwei australische Junioren-Titel, in der Mannschafts- sowie in der Einerverfolgung. Zudem errang er bei den Ozeanischen Radsportmeisterschaften die Goldmedaille im Einzelzeitfahren sowie in der Einerverfolgung der Junioren.
Ab 2013 startete Morgan in der Elite-Klasse. Bei nationalen Meisterschaften belegte er zwei zweite und einen dritten Platz. Bei den Bahn-Weltmeisterschaften in Minsk wurde er gemeinsam mit Edmondson, Michael Hepburn und Glenn O’Shea Weltmeister.

## Erfolge – Straße
2011
- Australischer Meister – Einzelzeitfahren (Junioren)

2012
- Ozeanienmeister – Einzelzeitfahren (Junioren)

2014
- Mannschaftszeitfahren Tour de la Guadeloupe

2016
- Ozeanienmeister – Einzelzeitfahren (U23)